# Павлов Іван Миколайович
Іван Миколайович Па́влов (рос. Иван Николаевич Павлов; нар. 17 березня 1872, Поповка — пом. 30 серпня 1951, Москва) — російський і радянський гравер і педагог; член Спілки діячів прикладного мистецтва та художньої промисловості з 1919 року, Ленінградського товариства екслібрисистів у 1925—1928 роках, Асоціації художників революційної Росії/Асоціції художників революції у 1925—1932 роках; Асоціації художників-графіків при Будинку Друку в Москві з 1927 року, дійсний член Академії мистецтв СРСР з 1947 року.

## Біографія
Народився 5 [17] березня 1872 у селі Попівці Каширського повіту Тульської губернії Російської імперії (сучасна Московська область, Росія) у сім'ї фельдшера. 1883 року закінчив міське початкове училище у Москві; упродовж 1883—1886 років відвідував заняття у приватній граверній майстерні Карла Ріхау у Москві. Протягом 1888—1889 років виховувався в Ольгинському дитячому приюті. У 1891—1893 роках навчався у Центральному училищі технічного малювання барона Олександра Штігліца у майстерні Василя Мате; у 1893—1894 роках — у Рисувальній школі Товариства заохочення мистецтв у Санкт-Петербурзі у Георгія Гогенфельдена.
Жив у Санкт-Петербурзі, а з 1904 року — у Москві. Протягом 1907—1914 років вів курс ксилографії у Строганівському центральному художньо-промисловому училищі; з 1915 року — Художній школі при друкарні «І. Д. Ситін і Ко»; у 1917—1922 роках — у Державних вільних художніх майстернях/Вищих художньо-технічних майстерні; професор. Серед учнів — Олексій Кравченко, Володимир Соколов, Михайло Маторін, Віктор Бібіков, Василь Зав'ялов, Ольга Тайожная.
Помер в Москві 30 серпня 1951 року. Похований у Москві на Новодівичому кладовищі (ділянка № 4, ряд № 7).

## Творчість
З 1890-х років працював у галузі репродукційної гравюри у техніці тонової ксилографії. Виконав гравюри за картинами:
- Володимира Маковського — «У трактирі», «Крах банку» (обидві — 1891, 1-а премія Товариства заохочення мистецтв), «Рибачки», «У ресторані», «Швейцар» (всі — 1893), «Політики», «Квасник» (обидві — 1894), «Товкучий ринок у Москві», «Завадили» (обидві — 1895);
- Абрама Архипова — «Подруги» (1891, 1-а премія Товариства заохочення мистецтв).

Гравірував за живописними оригіналами та малюнками Іллі Рєпіна, Миколи Ярошенка, Василя Сурикова, Віктора Васнєцова, Іларіона Прянішникова, Андрія Рябушкіна.
Як ілюстратор співпрацював у журналах «Нива», «Живописное обозрение», «Север».
На початку 1900-х років зосередився на створенні оригінальної станкової гравюри: пейзажів, портретів. Створив альбоми оригінальних станкових кольорових ксилографій та ліногравюр:
- «Русь, що йде» (1914);
- «Москва, що йде (Московські дворики)» (1915);
- «Стара провінція» (1916);
- «Останкіно» (1917);
- «Московські дворики» (1918);
- «Волга у Ярославля» (1920);
- «Куточки Москви» (1921);
- «Пейзаж у кольорових гравюрах на дереві» (1923);
- «Стара Москва» (1924);
- «Елеватор на Камі» (1925);
- «Баку» (1936);
- «Сталіно» (1936);
- «Астрахань» (1937);
- «Стара Москва» (1944—1947, до 800-річчя Москви).

Займався створенням екслібрисів.
Автор спогадів: «Життя російського гравера» (Москва-Ленінград, 1940; перевидання — Москва, 1963); посібника «Техніка гравірування на дереві та лінолеумі» (Москва, 1938; перевидання — Москва, 1952; спільно з Михайлом Маторіним).

### Виставки[4]
Експонувався на виставках:
- картин, скульптури та художньої індустрії в Рязані (1918);
- 4-й виставці московського сховища творів сучасного мистецтва (1919);
- 6-й державній виставці гравюр (1919);
- 1-й художній виставці творів мистецтв гуртка художників Замоскворецького району (1922);
- «Російський книжковий знак» у Казані (1923);
- «Графічне мистецтво у СРСР. 1917—1928» (1927);
- «Російська ксилографія за 10 років» (1927);
- Всесоюзній поліграфічній виставці (1927);
- «Гравюра СРСР за років» (1927);
- «Російський малюнок за 10 років Жовтневої революції» (1927);
- «Визвольні рухи XVI—XX століть» (1928);
- «Кольорова ксилографія. Її прийоми та можливості» (1929);
- «Радянський малюнок» у Куйбишеві (1929);
- звітних робіт художників, відряджених у райони індустріального та колгоспного будівництва (1931);
- «Крим і Кавказ — оздоровниці СРСР» (1931);
- «Художники РРФСР за XV років» (1932);
- «XV років РСЧА» (1933);
- «Ленін у гравюрі» (1934);
- «Кольоровий станковий естамп» у Ленінграді (1936);
- Всесоюзних художніх виставках (1946, 1949, 1950) у Москві.

Учасник багатьох зарубіжних виставок:  міжнародної виставки «Мистецтво книги» у Лейпцигу (1927). радянського мистецтва по Японії (1927, пересувна), по США (1929, пересувна), в Амстердамі, Ризі, Лос-Анджелесі, Вінтертурі (всі — 1929), у Кенігсберзі (1932), по Польщі (1933, пересувна), у Лондоні (1934, 1938). у Софії (1936). у Брюсселі (1937), у Варшаві (1946), у Берліні (1949).
Провів персональні виставки в Москві (1921, 1922, 1929 — спільно з учнями, 1934, 1936, 1947), Пермі (1929 — спільно з учнями), Нижньому Новгороді (1929), Самарі (1930), Ленінграді (1947). Ретроспективна виставка відбулася у Москві у 1958 році.
Роботи художника зберігаються у багатьох музеях, зокрема у Третьяковській галереї, Державному музеї образотворчих мистецтв імені Олександра Пушкіна, Російському музеї.

## Відзнаки
- Народний художник РРФСР з 1943 року;
- Сталінська премія II ступеня за 1943 рік (за багаторічні видатні досягнення у галузі літератури та мистецтва)[4];
- Орден Трудового Червоного Прапора.